# On My Own (Les Misérables)
On My Own è una ballata tratta dal musical Les Miserables, composta da Claude-Michel Schönberg con testo inglese di Trevor Nunn e testo francese di Alain Boublil. Racconta la solitudine e la malinconia della giovane Éponine per un amore non ricambiato (ne rivelato) verso Marius.
Nella prima stesura del musical la melodia costituiva L'Air de la Misère ed era cantata da Fantine. Nella versione definitiva è invece cantata da Eponine e sostituisce il brano L'un Vers L'autre presente nella versione francese.
Nella seconda produzione parigina dello spettacolo, del 1991, Boublil scrive un nuovo testo intitolando il brano  Mon Histoire.
È uno dei brani più noti e popolari del musical (assieme a Bring Him Home e Do you Hear The People Sing), ed è stato eseguito da numerosi artisti. Tra essi Lea Salonga, Kaho Shimada, Elaine Paige, Deborah Gibson. Barbra Streisand ne incise una propria versione che tuttavia decise di non pubblicare. Il brano viene anche cantato da Joey Potter in un episodio della serie Dawson's Creek.
Il brano On my own viene anche cantato da Rachel Berry (interpretata da Lea Michele) nella prima puntata della prima stagione del telefilm Glee e da Samantha Barks nel film di Tom Hooper - tratto dal musical omonimo - Les Miserables, la quale aveva già interpretato Éponine nella produzione londinese de Les Misérables e per il concerto per il 25º Anniversario del musical alla O2 Arena di Londra nel 2010.